# 333 Dywizja Piechoty (III Rzesza)
333 Dywizja Piechoty (niem. 333. Infanterie-Division) – niemiecka dywizja z czasów II wojny światowej, należąca do Wermachtu, sformowana w Kostrzynie na mocy rozkazu z 15 listopada 1940 roku, w 14. fali mobilizacyjnej w III Okręgu Wojskowym.

## Struktura organizacyjna
- Struktura organizacyjna w listopadzie 1940 roku:

679., 680 i 681. pułk piechoty, 333. pułk artylerii, 333. batalion pionierów, 333. oddział łączności;
- Struktura organizacyjna w listopadzie 1942 roku:

679., 680. i 681. pułk grenadierów, 333. pułk artylerii, 333. batalion pionierów, 333. oddział rozpoznawczy, 333. oddział przeciwpancerny, 333. oddział łączności;
- Struktura organizacyjna w czerwcu 1943 roku:

679., 680. i 681. pułk grenadierów, 333. pułk artylerii, 333. batalion pionierów, 333. oddział rozpoznawczy, 333. oddział przeciwpancerny, 333. oddział łączności, 333. polowy batalion zapasowy;

## Dowódcy dywizji
- gen. por.  Rudolf Pilz 15 XI 1940 – 10 XII 1942;
- gen. mjr Gerhard Graßmann 10 XII 1942 –22 III 1943;
- gen. por.  Rudolf von Tschudi 22 III 1943 – 1 VII 1943;
- gen. mjr Wilhelm Cristolli 1 VII 1943 –10 VII 1943;
- gen. por.  Erwin Menny 10 VII 1943 – 17 X 1943;